# Masaru Akiba
Masaru Akiba (秋葉 勝 Akiba Masaru?), född 19 februari 1984 i Yamagata prefektur, är en japansk fotbollsspelare.
Akiba började sin karriär 2002 i Montedio Yamagata. Han spelade 360 ligamatcher för klubben. Efter Montedio Yamagata spelade han för Zweigen Kanazawa och FC Gifu. Han avslutade karriären 2017.